# Гилибець (Хасковська область)
Ги́либець (болг. Гълъбец) — село в Хасковській області Болгарії. Входить до складу общини Хасково.

## Населення
За даними перепису населення 2011 року у селі проживали 302 особи, з них 282 особи (97,6%) — турки.
Розподіл населення за віком у 2011 році:
Динаміка населення: